# Sunken Road Cemetery
Le Sunken Road Cemetery  (Le cimetière en contre-bas de la route) est un cimetière militaire de la Première Guerre mondiale, situé sur le territoire de la commune de Fampoux, dans le département du Pas-de-Calais, au nord-est d'Arras.

## Localisation
Ce cimetière est situé au nord du village est accessible après avoir emprunté un chemin vicinal menant à Bailleul-Sir-Berthoult sur 800m.

## Histoire

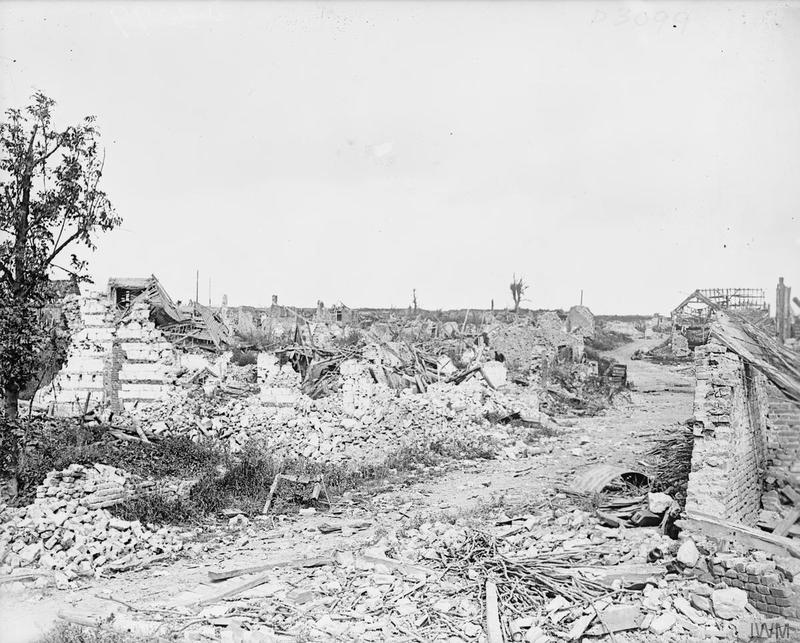
Les ruines de Fampoux libérée par la 51e Division britannique le 29 août 1918.

Le village de Fampoux, aux mains des Allemands depuis le début de la guerre, est pris par les troupes du Commonwealth le 11 avril 1917 au début de la bataille d'Arras.
Il est perdu fin mars 1918 lors de l'offensive du printemps de l'armée allemande, puis repris définitivement fin août suivant.
Ce cimetière se trouve au sommet d'un chemin en contrebas menant à Bailleul  Bailleul. Commencé en avril 1917, il est utilisé jusqu'en janvier 1918.
Le cimetière de Sunken Road comporte 196 sépultures dont 26  ne sont pas identifiées,.

## Caractéristiques
Ce  cimetière, entièrement clos d'une muret de silex, a un plan quasi pentagonal dont le plus grand côté en bordure de route mesure 50 m.

## Galerie

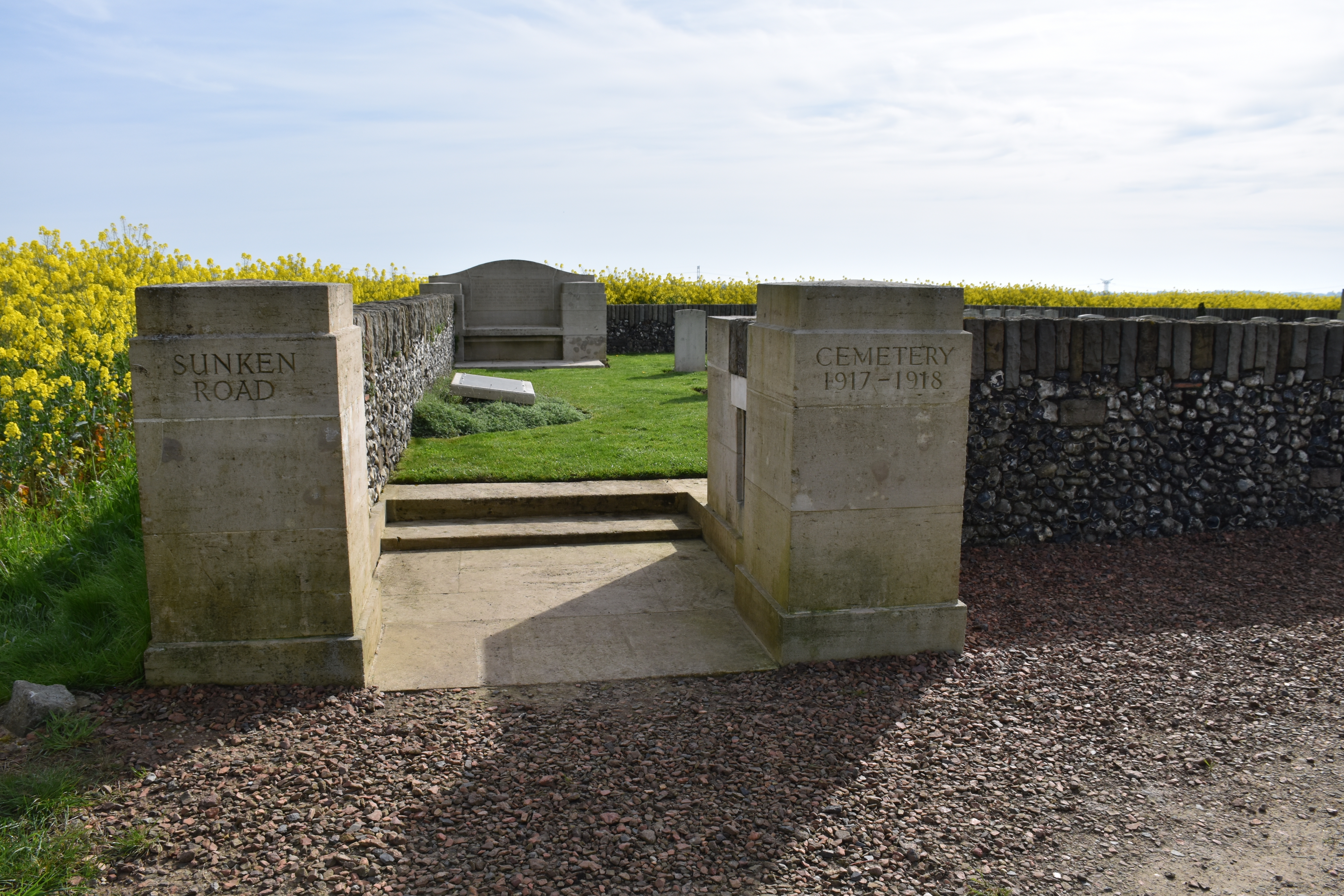
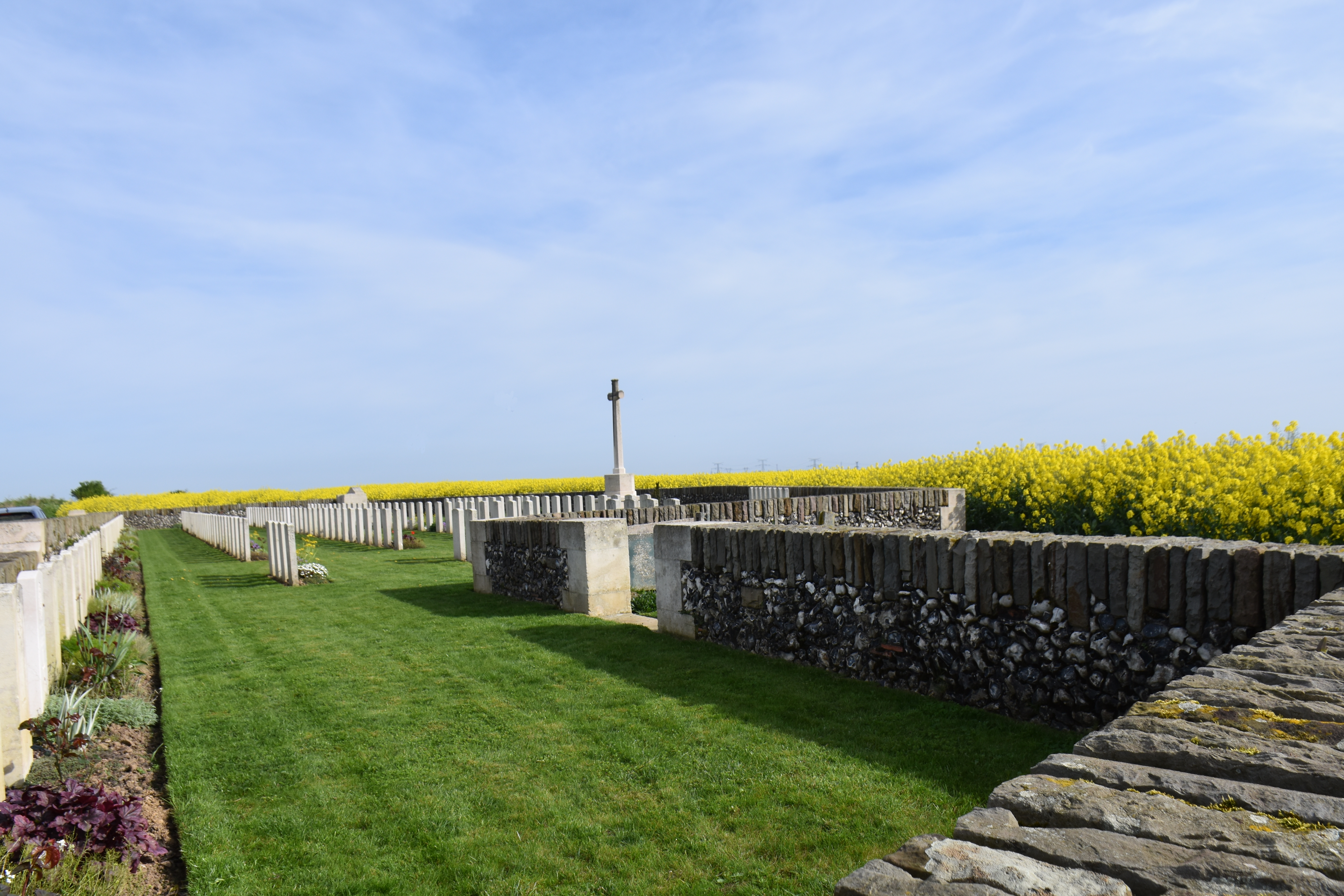
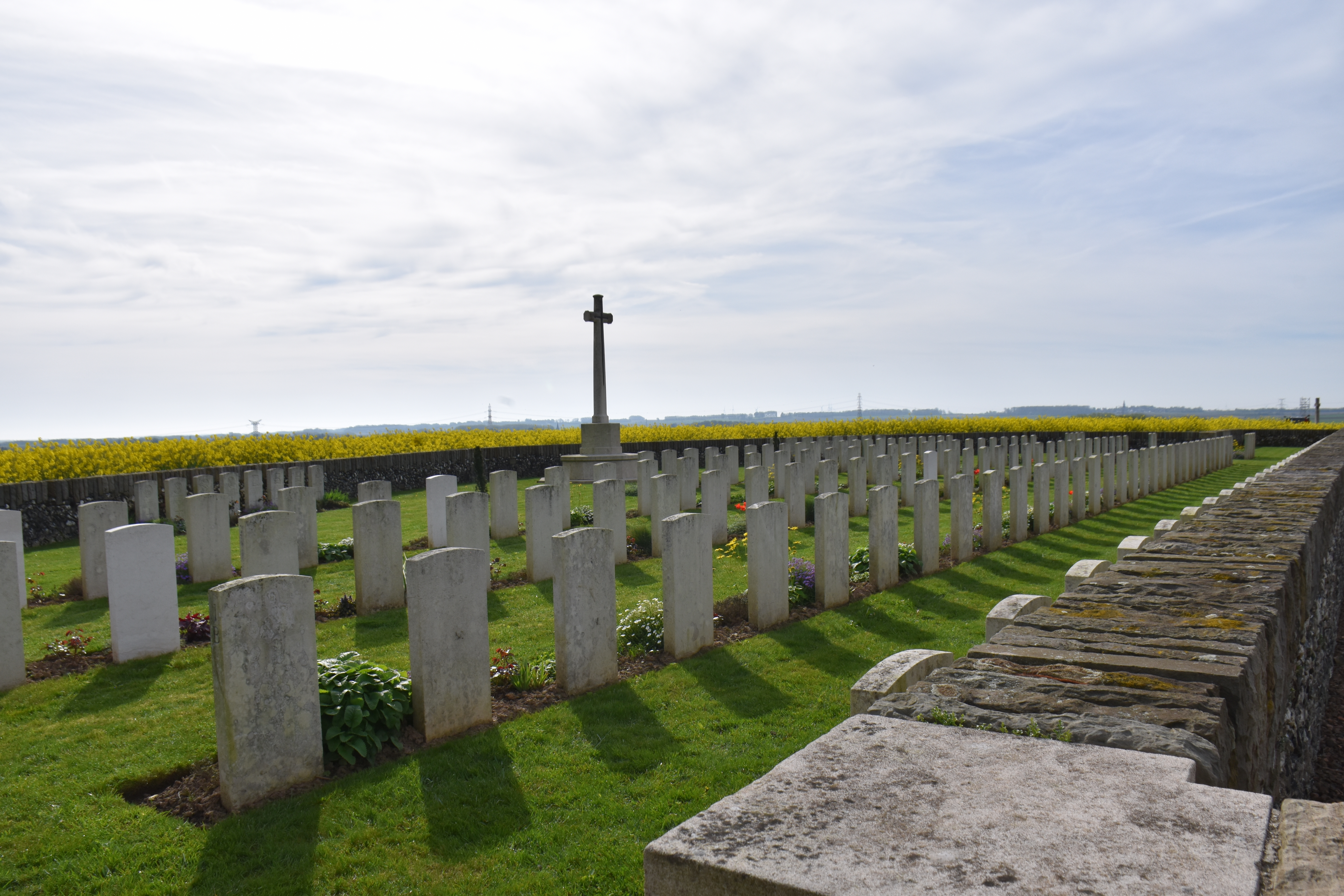
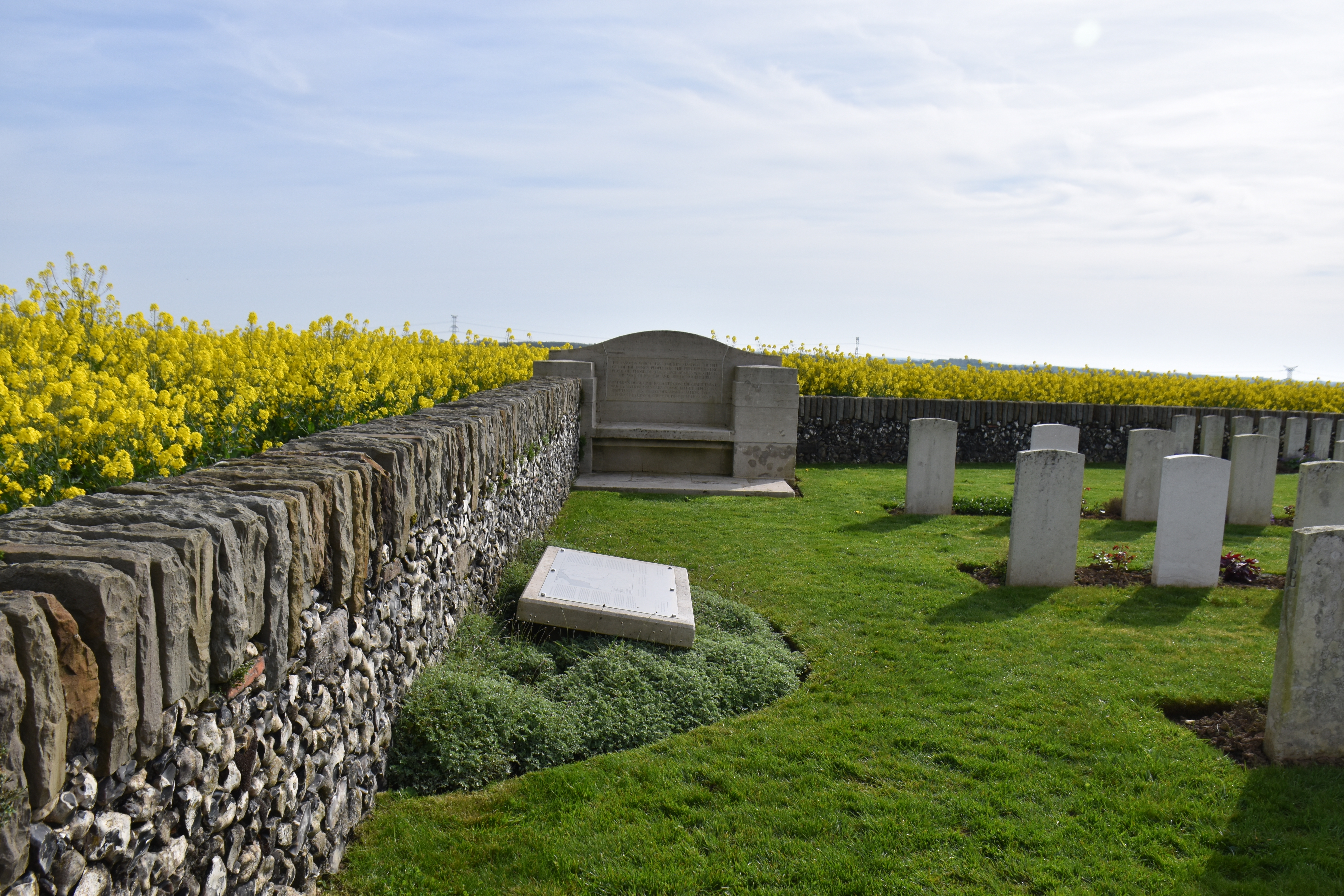
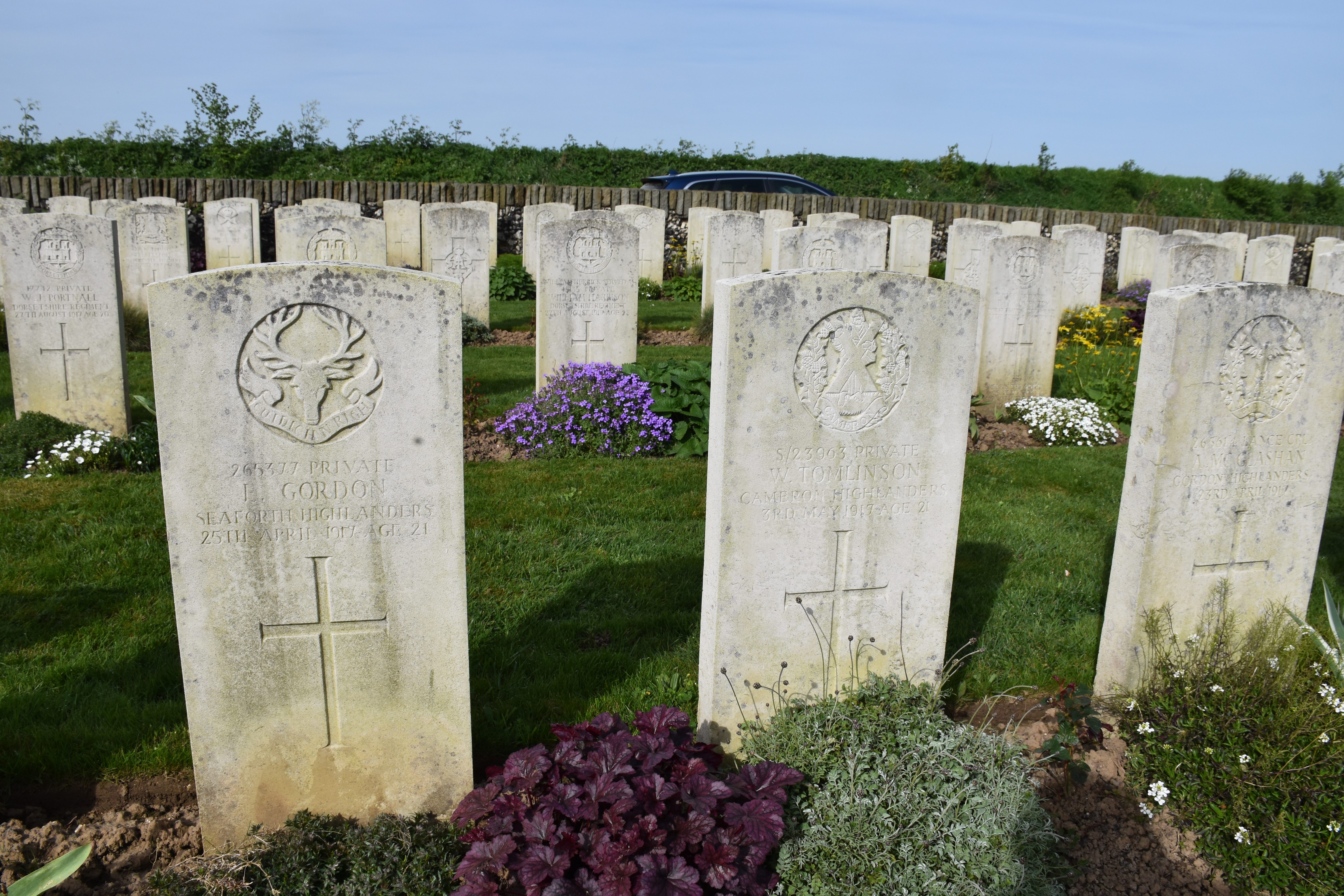
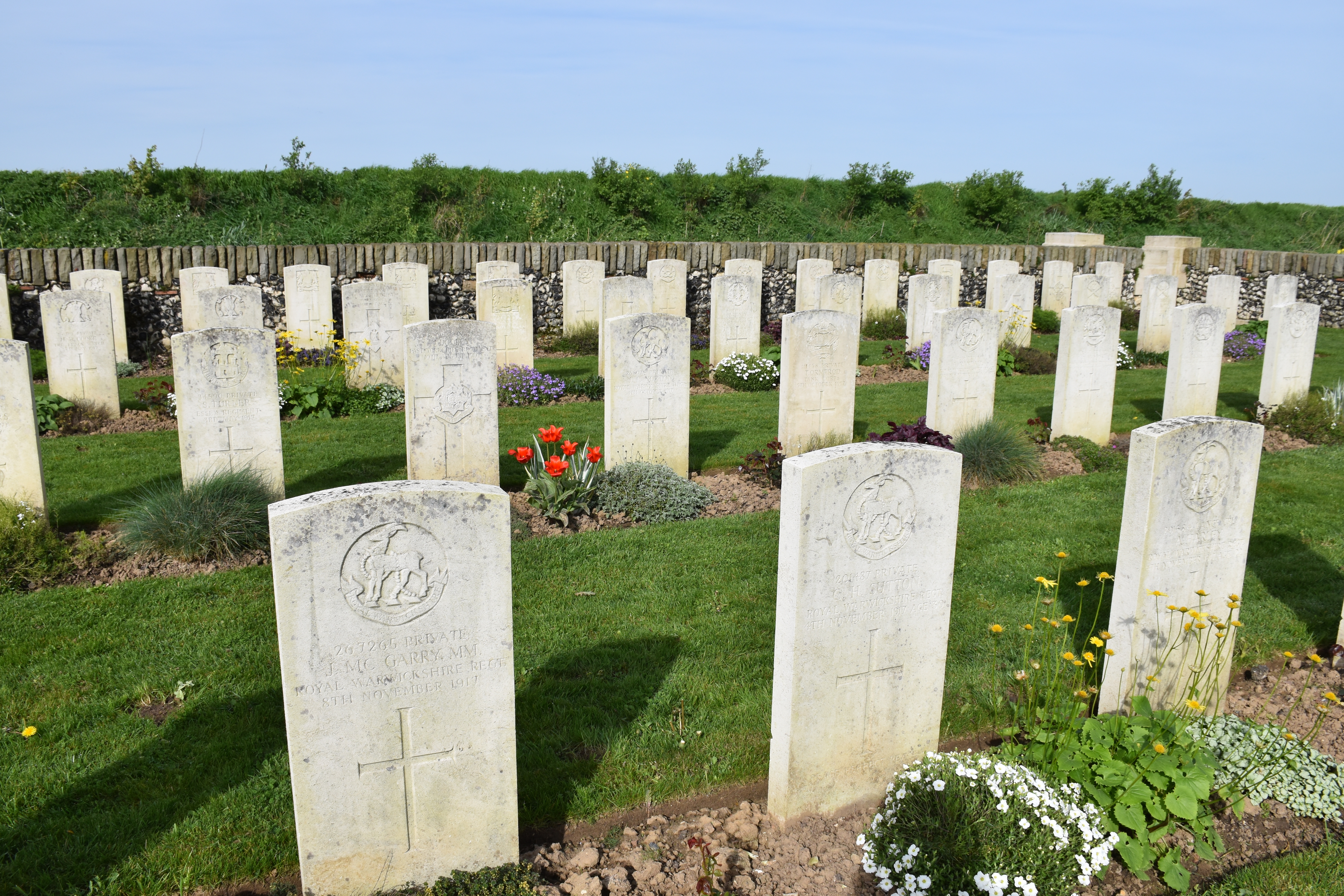

## Sépultures
| Pays        | Sépultures |
| ----------- | ---------- |
| Royaume-Uni | 196        |

## Pour approfondir